# Axinella dragmaxioides
Axinella dragmaxioides är en svampdjursart som beskrevs av Burton 1959. Axinella dragmaxioides ingår i släktet Axinella och familjen Axinellidae.
Artens utbredningsområde är havet utanför Oman. Inga underarter finns listade i Catalogue of Life.